# 胡春惠
胡春惠（1937年2月24日—2016年3月19日），河南省沁陽縣人，中華民國歷史學家，專研中國近現代史、中韓關係史。

## 早年生平
胡春惠自幼顛沛流離，未滿13歲即與姐姐來到臺灣，並加入了孫立人在臺南的入伍生教導總隊，並成為臺灣首批的幼年兵（先屬於入伍生教導總隊，後獨立為幼年兵總隊），接受了兩年半的軍事訓練。離隊後，一路上自孫立人創辦的鳳山誠正初級中學念起，再入屏東中學高中部，靠著姐姐微薄的薪水與工讀，勤苦度日。在1957年先後考上中央警官學校新制第一期與國立政治大學政治系，因經濟緣故，胡先入警官學校，但後了解由於體能與志趣，旋即退學重入政大，並完成大學四年學業，前往高雄中學、高雄女中擔任中學教員。
然而胡春惠並不願以中學教員為終身職業，始終想力爭上游，後錄取政大政治研究所，於是辭去教職，重回大學，並於1966年夏以《我國立法院質詢權之研究》，獲得碩士學位，該論文由嘉新學術基金會獎助出版為專書。此時陸軍軍官學校雖有意敦聘胡擔任講師，但胡仍想繼續深造，因而婉拒，此時他既獲得政大錄取為博士生, 亦得到中山學術基金會獎學金支助，使胡春惠再無後顧之憂，得以專心致力於學術研究。
1969年，胡春惠到中國國民黨黨史會擔任幹事，得到親炙原始資料的機會，使其治學功力得以大幅強化，並堅定其從事中國近現代政治史研究的決心。1972年，胡完成其博士論文〈韓國臨時政府與中華民國的關係〉，正式取得中華民國國家法學博士學位。
胡春惠通往大學任教的道路上，並不順利。因在博士班期間，校方打破不向研究生收取學費的慣例，胡代表全體研究生向政治大學校方一再表達反對，因而造成校方對於胡有所不喜，認為其領頭鬧事，並成為第一位被校長拒絕接見的政研所博士獲得者，也為此失去其嚮往留校任教的機會。所幸，國民黨中央黨部長官非常肯定胡春惠在黨史會的工作，以不次拔擢，打破人事法規的限制，從幹事一職迅遷至專門委員再升為總幹事；但胡內心仍以返大學從事學術教育，為其第一志願。

## 任政大教授
時值，政大新校長很想成立歷史研究所，擬以中國近現代史的研究為主要發展方向；但此計畫申請案，卻履遭行政院駁回。時任政大校長的李元簇，則希望胡春惠向新任中國國民黨黨主席蔣經國當面簡報，面呈是項請求，最後得到了蔣經國的允可。此事成為日後，胡春惠順利返校專任政大教職的契機。
原先黨史會直屬長官秦孝儀堅留胡氏在黨史會服務，不同意胡春惠返回政大任教，但胡春惠堅定表明心志，幾經波折，終於1978年入政大歷史系任教。胡專任教職後，長期專心教學研究工作，期間亦一度被借調到正中書局擔任總編輯，推出《中國現代史史料選輯》、《玄覽堂文集》、《法政叢書》、師範專科學校教科書、海外僑教教科書等近百種，三年後胡再回大學，並在1989年至1992年間，出任政大歷史研究所教授兼所長職務，期間令政大歷史所與中研院近史所之間的學術與師資合作更形密切。
胡春惠任教期間所開授課程有：中國近代史、中國近代政治史、中韓關係史、中國近代史專題、中國現代史研究。亦在中華電視臺長期主講中國現代史的課程近二十年，胡氏指導之博碩士生畢業者，也達五十餘人。期間胡教授曾到韓國高麗大學訪問研究一年，也在國立釜山大學客座教授一年，對中韓學術交流，貢獻頗多。

## 退休生活
2001年胡春惠自政大退休後，轉往香港珠海學院文史研究所任教，並兼任該校的文學院院長及亞洲研究中心主任。此緣於1991年胡休假期間，經中研院陳三井教授的介紹，曾到珠海學院任客座教授一年，自此與香港珠海書院結下了不解之緣，而成為珠海學院的董事兼亞洲研究中心長期顧問。
由於香港特殊的地理位置，足可構成兩岸三地交流往來的橋樑，胡教授則以亞洲研究中心主任為支點，成為促進彼此交流往來的仲介角色，歷年來胡氏除主編過62期的《亞洲研究》期刊外，並領導亞洲研究中心主辦了各型學術研討會七十餘次. 例如兩岸三地研究生歷史學研討會。此研討會首屆於廣州中山大學舉辦，第二屆於政治大學舉辦，第三屆於復旦大學舉辦，第四屆於華中師範大學舉辦，第五屆於南京大學舉辦，第六屆於北京大學舉辦，第七屆於廈門大學舉辦，第八屆於浙江大學舉辦，第九屆於四川大學舉辦，第十屆於上海大學舉辦，第十一屆於南開大學舉辦，2011年第十二屆於北京師範大學舉辦，2012年第十三屆於河北師範大學舉辦，2013年第十四屆於山東大學舉辦，2014年第十五届於鄭州大學舉辦，2015年第十六屆湖南大學舉辦，2016年第十七屆將於西南民族大學舉辦。此一嘉惠青年史學者之學術論壇，迄今已成為中國大陸、香港、台灣、韓國、日本及新加坡極為重視的史學界的盛事。2016年3月19日，於臺北病逝。中華民國國史館於四月出版《北上南下記滄桑-胡春惠回憶錄》。

## 重要著作
- 《我國立法院質詢權之研究》
- 《韓國獨立運動在中國》
- 《民初的地方主義與聯省自治》
- 《民國憲政運動》
- 《近代中韓關係史料》近六冊。
- 《北上南下記滄桑-胡春惠回憶錄》

## 外部資料
- 潘光哲：〈胡春惠教授的學術道路〉，《近代中國史研究通訊》第34期（民國91年9月）
- 香港珠海學院亞洲研究中心網站：http://202.76.36.61/ （页面存档备份，存于）
- Memo人事資源網：http://www.memo.com.tw/mis/search.php?query=%ADJ%ACK%B4f&search_mode=n%5B%5D
- 香港珠海學院胡春惠教授辭世消息：https://web.archive.org/web/20160403224936/http://news.chuhai.hk/?p=7864&lang=tw
- 葉惠芬：《北上南下記滄桑-胡春惠回憶錄》簡介：https://web.archive.org/web/20160920213152/http://www.drnh.gov.tw/issue/10/pdf/10-04.pdf